# Lwiwsilmasz
Lwiwsilmasz (ukr. ПАТ „Завод «Львівсільмаш») – jedyne na Ukrainie i we Wspólnocie Niepodległych Państw przedsiębiorstwo specjalizujące się w produkcji maszyn do chemicznej ochrony roślin i aplikacji nawozów płynnych. Produkuje rozpylacze, zraszacze i nawiewy, które są umieszczane na przyczepach lub montowane do już istniejących pojazdów. Znajduje się we Lwowie, w dzielnicy Bogdanówka.
Fabryka powstała na bazie przedwojennych samochodowych warsztatów remontowych, do których w latach 1945-1946 dobudowano budynki produkcyjne i montażowe. W 1946 uruchomiono produkcję maszyn i urządzeń służących do stosowania środków ochrony upraw i roślin. W 1996 przeprowadzono prywatyzację i przekształcenie w spółkę skarbu państwa, ale zmiany ustrojowe i stosowanie przestarzałych technologii znacząco wpłynęło na pogorszenie się sytuacji finansowej fabryki. W 2003 rozpoczęto proces sanacji przedsiębiorstwa, ale nie wpłynęło to na poprawę finansów Lwiwsilmaszu. Redukcja zatrudnienia oraz rozgrywki personalne w kierownictwie firmy powodują postępujący upadek fabryki, w 2008 akcje wyceniono na 50 milionów hrywien. 
Lwiwsilmasz współpracuje z zagranicznymi przedsiębiorstwami produkującymi maszyny rolne, utrzymuje stosunki handlowe z firmami z Włoch i Niemiec. Poza rynkiem ukraińskim eksportuje swoje wyroby do Mołdawii, Rosji, Słowacji, krajów bałtyckich i na Białoruś.